# Pies descalzos
Albums de Shakira
Peligro
(1993) ¿Dónde están los ladrones?
(1998)
Singles
1. Estoy aquí
Sortie : 29 août 1995
2. ¿Dónde Estás Corazón?
Sortie : 2 février 1996
3. Pies Descalzos, Sueños Blancos
Sortie : 15 avril 1996
4. Un Poco de Amor
Sortie : 16 mai 1996
5. Antología
Sortie : 8 janvier 1997
6. Se Quiere, Se Mata
Sortie : 10 mars 1997

Après Magia et Peligro, Pies descalzos est le troisième album de Shakira. Mais elle le considère comme le premier car elle avait 18 ans lors de sa sortie en 1995, et avait les pleins pouvoirs sur l'aspect artistique. Cet album possède aussi plusieurs versions dans la liste des chansons : l'ordre est différent. Souvent les deux derniers titres sont inversés. Il y a aussi un mélange entre les chansons Te Espero Sentada, Vuelve et Pies descalzos.

## Conception et réalisation

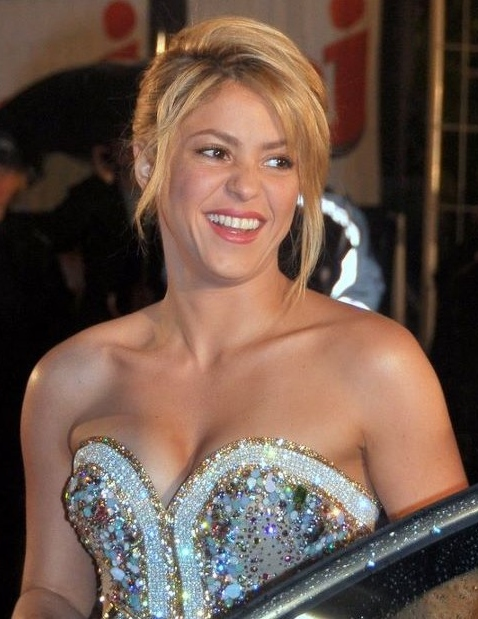
Shakira en 2012.

### Contexte
En 1990, Shakira qui n'a alors que treize ans, parvient à décrocher un contrat pour enregistrer trois albums avec Sony Music, qui seront Magia (1991), Peligro (1993) et Pies descalzos (1995). Magia, dont les chansons sont principalement des ballades pop, est bien accueilli par la presse et par le public colombien. Néanmoins, il n'est écoulé qu'entre 1 000, et 1 200 exemplaires,. En concourant au festival de Viña del Mar avec la chanson Eres extraite de son deuxième album à venir, Peligro, Shakira remporte le prix Gaviota de plata (littéralement en français, « Mouette d'argent »), ce qui sera le premier trophée international de sa carrière. Mais, la chanteuse est tellement insatisfaite de Peligro qu'elle décide de ne pas en assurer sa promotion et, malgré un accueil du public légèrement meilleur que celui de Magia, l'album essuie un véritable échec commercial, avec moins de 1 000 copies vendues. À la suite des échecs de ses deux premiers albums, Shakira sait que le troisième album prévu dans le contrat avec sa maison de disques va être décisif car il pourrait s'agir du dernier si elle venait à échouer. Après une pause afin de se concentrer totalement sur ses études et un rôle d'actrice dans la telenovela colombienne El Oasis, elle se remet en question et réévalue ses objectifs. Elle effectue ainsi un virage artistique, avec des changements radicaux au niveau de sa voix, de ses chansons et de son attitude.

## Informations
Shakira était sous pression en produisant cet album. En effet, si elle ne réussissait pas à produire un disque à succès, cela aurait été son troisième et dernier album, et probablement la fin de sa carrière de chanteuse.
L'enregistrement de l'album a débuté en février 1995. Après le succès de son single "¿Dónde Estás Corazón?", Sony a donné Shakira 100 000 dollars pour produire l'album. Ils prédisent que l'album ne se vendra pas à plus de 100 000 exemplaires, cependant, l'album se vend finalement à plus de 5 millions d'exemplaires, avec 1 million dans le seul pays du Brésil.

## Fiche technique

### Liste des morceaux
| No  | Titre                          | Auteur | Durée |
| --- | ------------------------------ | ------ | ----- |
| 1.  | Estoy aquí                     |        | 3:52  |
| 2.  | Antología                      |        | 4:14  |
| 3.  | Un poco de amor                |        | 4:01  |
| 4.  | Quiero                         |        | 4:10  |
| 5.  | Te necesito                    |        | 4:00  |
| 6.  | Vuelve                         |        | 3:53  |
| 7.  | Te espero sentada              |        | 3:24  |
| 8.  | Pies descalzos, sueños blancos |        | 3:25  |
| 9.  | Pienso en ti                   |        | 2:25  |
| 10. | ¿Dónde estás corazón?          |        | 3:51  |
| 11. | Se quiere, se mata             |        | 3:58  |